# أليكساندر زيك
أليكساندر زيك (بالألمانية: Alexander Zick) (و. 1845 – 1907 م) هو رسام توضيحي، ورسام ألماني، ولد في كوبلنز، توفي في برلين، عن عمر يناهز 62 عاماً.